# Diócesis de Boac
La diócesis de Boac (en latín: Dioecesis Boacensis, en inglés: Roman Catholic Diocese of Boac y en tagalo: Diyosesis ng Boac) es una circunscripción eclesiástica de la Iglesia católica en Filipinas. Se trata de una diócesis latina, sufragánea de la arquidiócesis de Lipá. Desde el 21 de septiembre de 2024 es sede vacante. El Padre Elino Esplana actualmente se desempeña como Administrador Diocesano desde el 21 de noviembre de 2024.

## Territorio y organización
La diócesis tiene 960 km² y extiende su jurisdicción sobre los fieles católicos de rito latino residentes en la provincia de Marinduque de la región Tagala Sudoccidental.
La sede de la diócesis se encuentra en la ciudad de Boac, en donde se halla la Catedral de la Inmaculada Concepción.
En 2020 en la diócesis existían 14 parroquias agrupadas en tres vicariatos: Montserrat, San Juan y San Bernardo.

## Historia
La diócesis fue erigida el 2 de abril de 1977 con la bula Cum tempora del papa Pablo VI, obteniendo el territorio de la diócesis de Lucena.

## Estadísticas
Según el Anuario Pontificio 2021 la diócesis tenía a fines de 2020 un total de 248 741 fieles bautizados.
| Año                                                                             | Población            | Población | Población      | Sacerdotes | Sacerdotes    | Sacerdotes    | Bautizados por sacerdote | Diáconos permanentes | Religiosos | Religiosos | Parroquias |
| Año                                                                             | Bautizados católicos | Total     | % de católicos | Total      | Clero secular | Clero regular | Bautizados por sacerdote | Diáconos permanentes | Varones    | Mujeres    | Parroquias |
| ------------------------------------------------------------------------------- | -------------------- | --------- | -------------- | ---------- | ------------- | ------------- | ------------------------ | -------------------- | ---------- | ---------- | ---------- |
| 1980                                                                            | 158 328              | 181 000   | 87.5           | 14         | 14            |               | 11 309                   |                      |            | 26         | 11         |
| 1990                                                                            | 202 000              | 225 000   | 89.8           | 21         | 21            |               | 9619                     |                      |            | 10         | 12         |
| 1999                                                                            | 188 620              | 208 479   | 90.5           | 20         | 20            |               | 9431                     |                      |            | 32         | 13         |
| 2000                                                                            | 194 095              | 213 954   | 90.7           | 21         | 21            |               | 9242                     |                      |            | 20         | 13         |
| 2001                                                                            | 199 348              | 219 207   | 90.9           | 23         | 23            |               | 8667                     |                      |            | 26         | 13         |
| 2002                                                                            | 188 105              | 206 971   | 90.9           | 22         | 22            |               | 8550                     |                      |            | 29         | 14         |
| 2003                                                                            | 193 585              | 216 815   | 89.3           | 22         | 22            |               | 8799                     |                      |            | 29         | 14         |
| 2006                                                                            | 198 589              | 221 819   | 89.5           | 21         | 21            |               | 9456                     |                      |            | 23         | 14         |
| 2012                                                                            | 221 062              | 253 000   | 87.4           | 28         | 28            |               | 7895                     |                      |            | 20         | 14         |
| 2015                                                                            | 226 567              | 242 494   | 93.4           | 32         | 32            |               | 7080                     |                      |            | 23         | 14         |
| 2018                                                                            | 237 580              | 270 861   | 87.7           | 72         | 32            | 40            | 3299                     |                      | 40         | 23         | 14         |
| 2020                                                                            | 248 741              | 278 875   | 89.2           | 77         | 37            | 40            | 3230                     |                      | 40         | 16         | 14         |
| Fuente: Catholic-Hierarchy, que a su vez toma los datos del Anuario Pontificio. |                      |           |                |            |               |               |                          |                      |            |            |            |

## Episcopologio
- Rafael Montiano Lim † (26 de enero de 1978-10 de septiembre de 1998 falleció)
- Jose Francisco Oliveros † (2 de febrero de 2000-14 de mayo de 2004 nombrado obispo de Malolos)
- Reynaldo Gonda Evangelista (11 de diciembre de 2004-8 de abril de 2013 nombrado obispo de Imus)
- Marcelino Antonio Maralit, (31 de diciembre de 2014-21 de septiembre de 2024 nombrado obispo de San Pablo)
  - Sede vacante, desde 2024